# Corchorus sericeus
Corchorus sericeus är en malvaväxtart som först beskrevs av Ssp. densiflorus (benth., och fick sitt nu gällande namn av David A. Halford. Corchorus sericeus ingår i släktet Corchorus och familjen malvaväxter. Inga underarter finns listade i Catalogue of Life.